# Watermolen Lomm
De Watermolen van Lomm was een watermolen in Lomm, in de huidige Nederlandse gemeente Venlo. Het terrein is aangemerkt als acheologisch rijksmonument.
Uit archeologisch onderzoek in 1999 kwam naar voren dat de molen waarschijnlijk in de 14e eeuw is gebouwd. Direct ten westen van de molen lag een eveneens 14e-eeuws bakstenen woonhuis waarin zich een waterput bevond. Naast het huis stond mogelijk een broodoven. Ook is tijdens de opgravingen 13e-eeuws aardewerk gevonden.
De veronderstelling dat de watermolen verband zou houden met het 15e-eeuwse klooster Barbara’s Weerd is niet waarschijnlijk, omdat de molen van een oudere datum is. Ook de eventuele verwoesting door Maarten Schenck van Nijdeggen in de 16e eeuw is niet aantoonbaar: waarschijnlijk was de molen al in de 15e eeuw buiten gebruik geraakt.